# إرنا برغر
إرنا برغر (بالألمانية: Erna Bürger)‏ هي لاعبة جمباز فني ألمانية، ولدت في 26 يوليو 1909 في إيبرسفيلده في ألمانيا، وتوفيت في 26 يونيو 1958 في دوسلدورف في ألمانيا.

## وصلات خارجية
- إرنا برغر على موقع اللجنة الأولمبية الدولية (الإنجليزية)
- إرنا برغر على موقع أوليمبيديا (الإنجليزية)